# Thurn
Thurn est une commune autrichienne du district de Lienz dans le Tyrol.